# چشم حبابی
| ماهی قرمز چشم حبابی       |
| ------------------------- |
|                           |
| خاستگاه                   |
| چین                       |
| نوع                       |
| چشم حبابی                 |
| گونه                      |
| Carassius auratus auratus |
| استانداردهای نژاد         |
| BAS                       |

چشم حبابی یک واریته (جوره) کوچک از ماهی قرمز است که چشم‌هایش دارای دو کیسه بزرگ به سمت بالا و پر از مایع همراه است. این ماهی باله پشتی کوچکی دارد و با توجه شکل خاصی که دارد، سطح پشتی آن جهت حرکت مناسب است و حباب‌ها کاملاً با اندازه و رنگ آن سازگار می‌باشد. حباب‌ها بسیار حساس و نازک هستند و ماهی باید جدا از انواع ماهی‌های خشن و سترگ و دور از محیط تیز نگه‌داری شود، با این‌حال اگر حباب‌ها سوراخ شوند، قابلیت رشد و بهبود خود را دارند. با توجه به محل اقامت ماهی، حباب‌ها ساختار ویژه خود را می‌گیرد و می‌توانند مناسب وضعیت ماهی یا بسیار غیرقابل توجه شوند. این ماهی در ژاپن با نام سوی‌هوگان شناخته می‌شود.